# ویلیام ویلسون (فیزیکدان)
 ویلیام ویلسون (انگلیسی: William Wilson؛ زاده ۱۸۸۷ درگذشته ۸ مه ۱۹۴۸) یک فیزیک‌دان اهل ایالات متحده آمریکا بود.